# Il posto mio/Mi sei entrata nell'anima
Il posto mio/Mi sei entrata nell'anima è un singolo di Domenico Modugno, pubblicato nel 1968.

## Descrizione
Fu il secondo singolo di Modugno dopo il ritorno alla RCA Italiana.

## Tracce
1. Il posto mio (Alberto Testa, Tony Renis)
2. Mi sei entrata nell'anima (Domenico Modugno)

## I brani
Il posto mio
Nonostante la partecipazione del brano al Festival di Sanremo in coppia con Tony Renis, autore della musica, (il testo è di Alberto Testa), anche questo brano, come il precedente, non ottenne molto successo.
Modugno ne fornì una spiegazione:
Il brano è stato ripreso nel 1994 da Mina, nel disco Canarino mannaro.
Mi sei entrata nell'anima
Mi sei entrata nell'anima è un brano minore nel repertorio del cantautore pugliese, ed è stato pubblicato su CD solo nel 2006.